# Holverston
Holverston is een civil parish in het bestuurlijke gebied South Norfolk, in het Engelse graafschap Norfolk met 155 inwoners.